# Arthur (Iowa)
Arthur è una città degli Stati Uniti, situata nella Contea di Ida, nello Stato dell'Iowa.

## Geografia fisica
Arthur è situata a 42°20′07″N 95°20′48″W (42.335225 -95346658). La città ha una superficie di 0,39 km², interamente coperti da terra. Arthur è situata a 394 m s.l.m.

## Società

### Evoluzione demografica
Al censimento del 2010, Arthur contava 206 abitanti e 95 famiglie. La densità di popolazione era di 528,21 abitanti per chilometro quadrato. Le unità abitative erano 113 con una media di 289,7 per chilometro quadrato. La composizione razziale contava 98,1% di bianchi, lo 0,5% di afroamericani e l'1,5% di altre razze.